# 3 000 mètres steeple masculin aux championnats du monde d'athlétisme 2017
Pour un article plus général, voir Championnats du monde d'athlétisme 2017.
Navigation
Pékin 2015 Doha 2019
L'épreuve du 3 000 mètres steeple masculin des championnats du monde de 2017 se déroule les 6 et 8 août 2017 dans le Stade olympique de Londres, au Royaume-Uni. Elle est remportée par le Kényan Conseslus Kipruto.

## Critères de qualification
Pour se qualifier pour les championnats, il faut avoir réalisé 8 min 32 s 00 ou moins entre le 1er octobre 2016 et le 23 juillet 2017.

## Médaillés
| Or                | Argent              | Bronze     |
| Conseslus Kipruto | Soufiane el-Bakkali | Evan Jager |

## Résultats

### Finale
| Rang               | Nom                 | Nationalité | Temps         | Notes |
| ------------------ | ------------------- | ----------- | ------------- | ----- |
| Médaille d'or      | Conseslus Kipruto   | Kenya       | 8 min 14 s 12 |       |
| Médaille d'argent  | Soufiane el-Bakkali | Maroc       | 8 min 14 s 49 |       |
| Médaille de bronze | Evan Jager          | États-Unis  | 8 min 15 s 53 |       |
| 4                  | Mahiedine Mekhissi  | France      | 8 min 15 s 80 |       |
| 5                  | Stanley Kebenei     | États-Unis  | 8 min 21 s 09 |       |
| 6                  | Matthew Hughes      | Canada      | 8 min 21 s 84 | SB    |
| 7                  | Tesfaye Deriba      | Éthiopie    | 8 min 22 s 12 |       |
| 8                  | Tafese Seboka       | Éthiopie    | 8 min 23 s 02 |       |
| 9                  | Getnet Wale         | Éthiopie    | 8 min 25 s 28 |       |
| 10                 | Albert Chemutai     | Ouganda     | 8 min 25 s 94 |       |
| 11                 | Ezekiel Kemboi      | Kenya       | 8 min 29 s 38 |       |
| 12                 | Jairus Birech       | Kenya       | 8 min 32 s 90 |       |
| 13                 | Yoann Kowal         | France      | 8 min 34 s 53 |       |
| 14                 | Jacob Araptany      | Ouganda     | 8 min 49 s 18 |       |
| —                  | Bilal Tabti         | Algérie     | DQ            |       |

### Séries
Qualification : Les 3 premiers (Q) et les 6 meilleurs temps (q) sont qualifiés pour la finale
. 
| Rang | Série | Couloir | Athlète                | Nationalité | Temps         | Notes |
| ---- | ----- | ------- | ---------------------- | ----------- | ------------- | ----- |
| 1    | 2     | 9       | Evan Jager             | États-Unis  | 8 min 20 s 36 | Q     |
| 2    | 2     | 4       | Tafese Seboka          | Éthiopie    | 8 min 20 s 48 | Q     |
| 3    | 2     | 5       | Yoann Kowal            | France      | 8 min 20 s 60 | Q     |
| 4    | 2     | 11      | Ezekiel Kemboi         | Kenya       | 8 min 20 s 61 | q, SB |
| 5    | 1     | 15      | Soufiane el-Bakkali    | Maroc       | 8 min 22 s 60 | Q     |
| 6    | 1     | 12      | Mahiedine Mekhissi     | France      | 8 min 22 s 83 | Q     |
| 7    | 1     | 13      | Getnet Wale            | Éthiopie    | 8 min 23 s 00 | Q     |
| 8    | 2     | 15      | Albert Chemutai        | Ouganda     | 8 min 23 s 18 | q, PB |
| 9    | 1     | 6       | Bilal Tabti            | Algérie     | 8 min 23 s 28 | q     |
| 10   | 3     | 1       | Conseslus Kipruto      | Kenya       | 8 min 23 s 80 | Q     |
| 11   | 1     | 4       | Jairus Kipchoge Birech | Kenya       | 8 min 23 s 84 | q     |
| 12   | 3     | 3       | Stanley Kebenei        | États-Unis  | 8 min 24 s 19 | Q     |
| 13   | 3     | 12      | Matthew Hughes         | Canada      | 8 min 24 s 79 | Q     |
| 14   | 3     | 10      | Tesfaye Deriba         | Éthiopie    | 8 min 25 s 33 | q     |
| 15   | 1     | 9       | Jacob Araptany         | Ouganda     | 8 min 25 s 86 | q     |
| 16   | 1     | 2       | Ala Zoghlami           | Italie      | 8 min 26 s 18 | PB    |
| 17   | 3     | 13      | Hillary Bor            | États-Unis  | 8 min 27 s 53 |       |
| 18   | 1     | 10      | Ole Hesselbjerg        | Danemark    | 8 min 27 s 86 | PB    |
| 19   | 1     | 1       | Krystian Zalewski      | Pologne     | 8 min 28 s 41 |       |
| 20   | 2     | 1       | Hichem Bouchicha       | Algérie     | 8 min 30 s 01 |       |
| 21   | 3     | 2       | Altobeli da Silva      | Brésil      | 8 min 31 s 82 |       |
| 22   | 1     | 3       | Zak Seddon             | Royaume-Uni | 8 min 32 s 84 |       |
| 23   | 3     | 4       | Birmin Kiprop Kipruto  | Kenya       | 8 min 33 s 33 |       |
| 24   | 1     | 7       | Hossein Keyhani        | Iran        | 8 min 33 s 76 | NR    |
| 25   | 2     | 10      | Mohamed Ismail Ibrahim | Djibouti    | 8 min 33 s 77 |       |
| 26   | 2     | 2       | Abdoullah Bamoussa     | Italie      | 8 min 34 s 86 |       |
| 27   | 3     | 11      | Jakob Ingebrigtsen     | Norvège     | 8 min 34 s 88 |       |
| 28   | 2     | 8       | Yemane Haileselassie   | Érythrée    | 8 min 35 s 73 |       |
| 29   | 3     | 14      | Napoleon Solomon       | Suède       | 8 min 35 s 95 |       |
| 30   | 3     | 8       | Yohanes Chiappinelli   | Italie      | 8 min 36 s 48 |       |
| 31   | 1     | 5       | José Pena              | Venezuela   | 8 min 37 s 15 |       |
| 32   | 3     | 6       | Jonathan Romeo         | Espagne     | 8 min 38 s 05 |       |
| 33   | 2     | 12      | Fernando Carro         | Espagne     | 8 min 38 s 42 |       |
| 34   | 3     | 9       | Mohamed Tindouft       | Maroc       | 8 min 40 s 99 |       |
| 35   | 3     | 5       | Boniface Sikowo        | Ouganda     | 8 min 43 s 86 |       |
| 36   | 2     | 7       | Hicham Sigueni         | Maroc       | 8 min 44 s 74 |       |
| 37   | 2     | 6       | Mitko Tsenov           | Bulgarie    | 8 min 45 s 21 |       |
| 38   | 2     | 3       | Hironori Tsuetaki      | Japon       | 8 min 45 s 81 |       |
| 39   | 2     | 13      | Raouf Boubaker         | Tunisie     | 8 min 46 s 25 |       |
| 40   | 3     | 7       | Stewart McSweyn        | Australie   | 8 min 47 s 53 |       |
| 41   | 3     | 15      | Rob Mullett            | Royaume-Uni | 8 min 47 s 99 |       |
| 42   | 1     | 8       | Sebastián Martos       | Espagne     | 8 min 51 s 57 |       |
| 43   | 2     | 14      | Ieuan Thomas           | Royaume-Uni | 8 min 52 s 96 |       |
| 44   | 1     | 14      | Tarik Langat Akdag     | Turquie     | 8 min 53 s 42 |       |
| —    | 1     | 11      | Emil Blomberg          | Suède       | –             | DNF   |

## Légende
Records et Performances
- AR : Record continental (area record)
- CR : Record des championnats (championship record)
- MR : Record du meeting (meet record)
- NR : Record national (national record)
- OR : Record olympique (olympic record)
- PR : Record paralympique (paralympic record)
- PB : Record personnel (personal best)
- SB : Meilleure performance personnelle de la saison (season's best)
- WL : Meilleure performance mondiale de l'année (world leader)
- WJR : Record du monde junior (world junior record)
- WR : Record du monde (world record)

Circonstances et Conditions
- DNF : N'a pas terminé (did not finish)
- DNS : N'a pas pris le départ (did not start)
- DQ : Disqualification (disqualification)
- NM : Aucun essai valable enregistré (No Mark)
- Q : Qualifié « directement » au prochain tour (ou à la prochaine compétition), lors d'une compétition majeure, grâce au classement ou à la réalisation des minima (automatic qualifier)
- q : Qualifié au prochain tour (ou à la prochaine compétition), lors d'une compétition majeure, grâce au repêchage ou à la réalisation de l'une des meilleures performances parmi celles des « non qualifiés directement » (grâce au meilleur temps ou à la meilleure distance par exemple) (secondary qualifier)